# الکس لی (بازیکن فوتبال)
الکس لی (انگلیسی: Alex Lee؛ زادهٔ ۱۵ ژانویهٔ ۱۹۹۰) بازیکن فوتبال اهل ایالات متحده آمریکا است.
از باشگاه‌هایی که در آن بازی کرده‌است می‌توان به اف‌سی دالاس اشاره کرد.
وی همچنین در تیم ملی فوتبال گوآم بازی کرده‌است.